# Irina Lankova
Répertoire
Rachmaninov, Scriabine, Schubert, Bach
Scènes principales
Wigmore Hall, Salle Gaveau, Carnegie Hall, Concertgebouw
Irina Lankova, née à Mitchurinsk (Russie) le 11 septembre 1977, est une pianiste belge de musique classique.

## Formation
Irina Lankova est diplômée avec les plus hautes distinctions de l’Ecole Gnessine à Moscou et du Conservatoire royal de Bruxelles. Elle a reçu les enseignements des grands maîtres de l’école russe tels que Evgueni Moguilevski (lui-même l’élève de Heinrich Neuhaus), Irina Temchenko, Vladimir Ashkenazy, et d'autres. 

## Carrière
Irina Lankova joue sur les scènes prestigieuses à travers le monde, telles que Carnegie Hall à New-York, Concertgebouw à Amsterdam, Wigmore Hall à Londres, Salle Gaveau à Paris, Flagey à Bruxelles, Cidades das Artes à Rio etc. Elle est l'invitée des nombreux festivals tels que Piano Folies Touquet, L'Esprit du piano, Académie d'Été de Nice, Sagra Musicale Umbria, Schiermonnikoog Kamermuziekefestival, Festival de Wallonie, Brussels Summer Festival, Fortissimo d'Orléans, Berlin Summer Festival, etc 
Irina Lankova est décrite par la presse internationale comme une pianiste au « toucher véritablement poétique » et au jeu de « couleurs infinies ». Ses récitals sont acclamés dans le monde entier et se distinguent par ses interprétations expressives et poétiques, une riche palette de couleurs et la grande qualité du son. À la suite de son début à Wigmore Hall en 2008, Irina Lankova fut invitée à rejoindre l’élite mondiale des Artistes Steinway.
Sa façon personnelle de présenter ses récitals attire un large public : "A côté de ses interprétations musicales d'une profonde expressivité, elle fait de courtes introductions racontées... et parvient à créer quelque chose de personnel et moins conventionnel où chacun se sent le bienvenu", International Piano Magazine.  
Ses enregistrements, dédiés à Rachmaninov, Scriabine, Chopin, Schubert et Bach sont tous félicités par la critique internationale pour leurs « profonde sensibilité » (Pianiste), « sa narration personnelle »(La Libre Belgique) et « la grande sincérité » (The Independent). En mars 2021, elle a sorti son dernier album "Élégie" : "cette puissance dramatique, cet art de magnifier la tristesse si caractéristique de la culture russe, Irina Lankova nous la sert sans filtre autre que celui de son âme", Audiophilie Magazine 
La pianiste est aussi reconnue pour ses projets innovants, tels que « Piano dévoilé » et « Visions Goldberg ». Après des années de travail sur les Variations Goldberg, elle crée en 2020 un projet multimédia « Visions Goldberg » ensemble avec la vidéaste Isabelle Françaix.
La chaîne YouTube de l’artiste compte plusieurs millions de vue et comprend de nombreux enregistrements des concerts, les vidéos et la série 'Piano dévoilé'. 
Depuis 2015, elle est la directrice artistique du Max Festival en Belgique 

## Vie privée
Irina Lankova est mariée à un architecte belge et a deux enfants. Elle vit en Belgique (Brabant wallon).

## Discographie
- Sergueï Rachmaninov, Franz Liszt (2004, CD): Rachmaninov Préludes op. 23, Liszt Rhapsodie no 2 avec cadences de Rachmaninov
- Alexandre Scriabine (2006, CD): Sonates no 2 et no 9, Morceaux op. 32, op. 57
- Frédéric Chopin (2008, CD): Sonate no 3, Ballade no 1, Scherzo no 2, Nocturnes
- Franz Schubert (2013, CD): 3 Pièces pour piano D. 946, Sonate D. 959, Impromptu D. 899 no 3
- « Caprice » (2015, CD) avec Tatiana Samouil, violon
- « Goldberg Visions » (2020, CD): Jean-Sébastien Bach Variations Goldberg
- « Elégie » (2021, CD): Rachmaninov, Schubert, Bach[10]
- « A Moment Illuminating eternity » (2023, CD) : Rachmaninov, Scriabine, Chopin